# Sant'Andrea del Garigliano
Sant'Andrea del Garigliano é uma comuna italiana da região do Lácio, província de Frosinone, com cerca de 1.589 habitantes. Estende-se por uma área de 16,86 km², tendo uma densidade populacional de 99 hab/km². Faz fronteira com Castelforte (LT), Rocca d'Evandro (CE), Sant'Ambrogio sul Garigliano, Sant'Apollinare, Vallemaio.<

## Demografia
| Variação demográfica do município entre 1861 e 2011                               |
|                                                                                   |
| Fonte: Istituto Nazionale di Statistica (ISTAT) - Elaboração gráfica da Wikipedia |